# Anne Ross Cousin

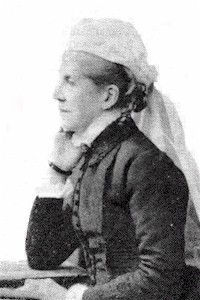
Anne Ross Cundell Cousin

Anne Ross Cousin (geb. Cundell; * 27. April 1824 in Kingston upon Hull; † 6. Dezember 1906 in Edinburgh, bekannt unter ihren Initialen A. R. C) war eine britische Dichterin und Musikerin. Sie war ein Schüler von John Muir Wood und ist für ihre im englischen Sprachraum bis heute gesungenen christliche Hymnen, insbesondere The Sands Of Time Are Sinking bekannt.

## Biografie
Anne Ross Cousin wurde am 27. April 1824 im englischen Kingston upon Hull geboren. Sie war das einzige Kind von David Ross Cundell, eines früheren Hilfsarztes, der mit dem 33. Regiment an der Schlacht von Waterloo teilgenommen hatte. Die Familie zog bald nach ihrer Geburt nach Leith. Anne erhielt Privatunterricht und wurde unter John Muir Wood eine begabte Pianistin. 1847 heiratete sie William Cousin (1847–1883), einen Pfarrer der Free Church of Scotland, der damals in der presbyterianischen Kirche in Chelsea tätig war. Mit ihm bekam sie sechs Kinder.
Kurz nach der Hochzeit wurde William auf Pfarrstellen der Free Church in Irvine und 1859 in Melrose versetzt. In dieser Zeit begann sie, Hymnen für die Gottesdienste ihres Mannes zu schreiben, die in Großbritannien des frühen und späten 19. Jahrhunderts sehr populär wurden.
Ihr bekanntestes Stück, The Sands Of Time Are Sinking, schrieb sie 1854, also William in Irvine arbeitete. Cousin gab später an, sie sei von den Schriften von Samuel Rutherford inspiriert worden. Die Originalfassung umfasst 19 Verse und wurde erstmals 1857 im The Christian Treasury als The Last Words of Samuel Rutherford gedruckt. Das Lied wurde jeduoch erst bekannt, als es von J. Hood Wilson in einer auf fünf Strophen verkürzten Form in sein Hymnenbuch „The Service of Praise“ aufnahm, das er für seine Gemeinde an der Barclay Church in Edinburgh zusammenstellte.
Andere bekannte Hymnen sind „O Christ what burdens bowed Thy head“ und „King Eternal King Immortal“, letzteres oft auf Chorfestivals gesungen. Eine Sammlung ihrer Dichtung, Immanuel's Land and Other Pieces, wurde 1876 unter ihren Initialen A.R.C. veröffentlicht, unter denen sie am bekanntesten war.
Das Paar setzte sich nach fast 20 Jahren im Kirchendienst in Edinburgh zu Ruhe. William Cousin starb 1883, Anne blieb bis zu ihrem Tod am 6. Dezember 1906 in der Stadt. Sie wurde auf dem Dean Cemetery in Edinburgh begraben. Ihre Tochter Anne P. Cousin leistete 1912 Beiträge zum Eintrag ihrer Mutter im Dictionary of National Biography von Sidney Lee.

## The Sands of Time are Sinking
Cousin's Hymne „The Sands of Time are Sinking“ (nach der am Ende jeder Strophe wiederholten Wendung auch „Immanuel's Land“ genannt) wird in englischsprachigen Ländern auf der ganzen Welt gesungen. Der Text mit ursprünglich 19 Strophen wurde von Samuel Rutherfords letzten Worten inspiriert. Er wurde zuerst in den 1860ern mit Auszügen aus Rutherfords Werk unter dem Titel Last words of Reverend Samuel Rutherford: with some of his sweet sayings veröffentlicht. Die meisten Hymnenbücher umfassen nur wenige Strophen, die meisten weggelassenen beziehen sich auf Anwoth bei Gatehouse of Fleet, wo Rutherford lebte.
Die erste Strophe lautet:
The sands of time are sinking, the dawn of Heaven breaks;

The summer morn I’ve sighed for – the fair, sweet morn awakes:

Dark, dark hath been the midnight, but dayspring is at hand,

And glory, glory dwelleth in Immanuel’s land.
In diesem Kontext bezieht sich der Name „Immanuel“ auf Christus.

## Werke
- In the Songless Night, the Daylight Dreary
- Is Jesus Able to Redeem?
- King Eternal, King Immortal
- Lord, Mine Must Be a Spotless Dress
- O Christ, What Burdens Bowed Thy Head
- O Now Is the Time
- O Thou That on the Billow
- The Sands of Time Are Sinking
- To Thee and to Thy Christ, O God
- To Thy Father and Thy Mother
- When We Reach Our Peaceful Dwelling

## Aufnahme in Hymnensammlungen
- The Service of Praise. Edinburgh 1865 [7 Hymnen]
- Psalms and Hymns for Divine Worship. 1866 [1 Hymne] der English Presbyterian Church
- Scottish Presbyterian Hymnal. 1876  [4 Hymnen]